# Kradibia tetamba
Kradibia tetamba är en stekelart som beskrevs av Wiebes 1993. Kradibia tetamba ingår i släktet Kradibia och familjen fikonsteklar. Inga underarter finns listade i Catalogue of Life.